# Metropol Verlag
Der Metropol Verlag ist ein Fachverlag mit Sitz in Berlin. Inhaltliche Schwerpunkte liegen auf Zeitgeschichte, der Geschichte des Nationalsozialismus und der Konzentrationslager, der DDR-Geschichte und der Geschichte des Kommunismus in Osteuropa. Hinzu kommen Studien zu aktuellem Antisemitismus und Rechtsextremismus. Außerdem verlegt der Verlag Lebensgeschichten von Verfolgten des Stalinismus in der Sowjetunion und der DDR und Kinder- und Jugendbücher zu historischen Themen.

## Inhaltliches Profil
Der Verlag wurde 1988 von Friedrich Veitl in West-Berlin gegründet und veröffentlicht pro Jahr rund 60 Buchtitel; bis Ende 2017 sind mehr als 900 Titel publiziert worden. 
Im Metropol Verlag sind mehrere Buchreihen beheimatet, die aus der Zusammenarbeit mit Institutionen wie dem Zentrum für Antisemitismusforschung der TU Berlin, der Gedenkstätte Sachsenhausen, der Bundesstiftung zur Aufarbeitung der SED-Diktatur und der Freien Universität Berlin entstanden sind. 
Zu den bedeutendsten Buchreihen des Verlags zählen die Bibliothek der Erinnerung, ÜberLebenszeugnisse, Geschichte der Konzentrationslager 1933–1945, die Schriftenreihe der Stiftung Brandenburgische Gedenkstätten, Minima Judaica und Zeitgeschichten. Der erste Titel der Reihe Gewerkschafter im Nationalsozialismus. Verfolgung – Widerstand – Emigration der Freien Universität Berlin erschien im Jahr 2012. Im selben Jahr wurde der erste Band der Schriftenreihe der Beauftragten des Landes Brandenburg zur Aufarbeitung der Folgen der kommunistischen Diktatur veröffentlicht. Seit 2013 werden die Publikationen der Gedenkstätte Stille Helden publiziert. Die KZ-Gedenkstätte Neuengamme begründete bereits 2011 die Reihe Neuengammer Kolloquien. Im selben Jahr wurden auch die Studien zum Antisemitismus in Europa erstmals herausgegeben. 
Im Metropol Verlag erscheinen darüber hinaus diverse wissenschaftliche Periodika. Dazu gehört die renommierte Zeitschrift für Geschichtswissenschaft, die 1993 vom Verlag übernommen wurde. Weitere themenspezifische Fachzeitschriften des Verlags sind u. a. das Jahrbuch für Antisemitismusforschung, das Jahrbuch für Historische Kommunismusforschung (JHK) und Voyage. Jahrbuch für Reise- & Tourismusforschung sowie seit 2016 Arbeit – Bewegung – Geschichte. Zeitschrift für historische Studien.
Metropol veröffentlicht vorrangig Bücher in deutscher Sprache. Von Ausstellungskatalogen und erfolgreichen Werken, wie dem Band über die Geschichte der Berliner Luftbrücke, bietet der Verlag aber auch englischsprachige Ausgaben an.

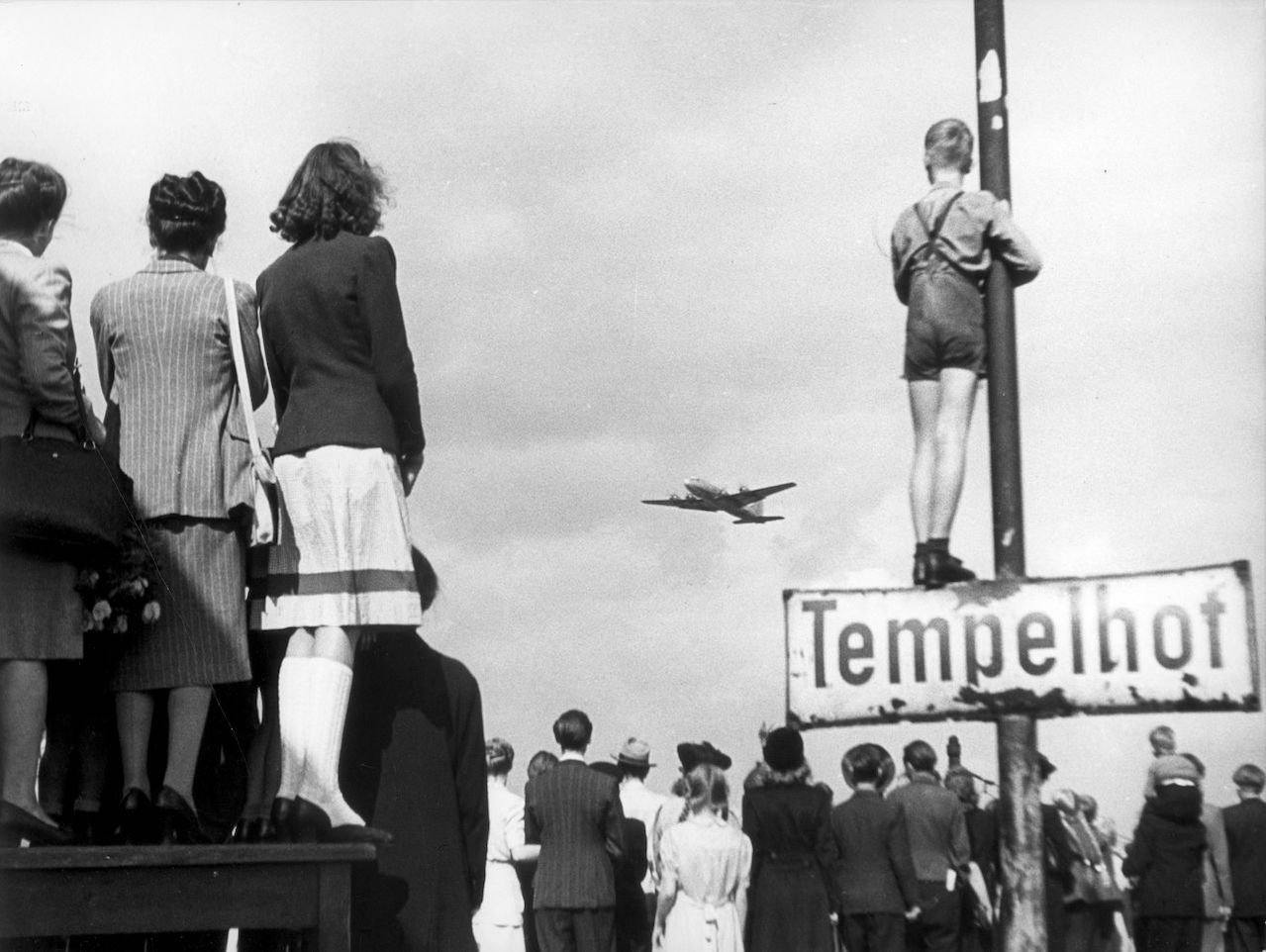
Eines der Verlagsthemen: Die Berliner Luftbrücke 1948/49.

## Autoren
Zu den wissenschaftlichen Autoren und Herausgebern des Verlags gehören unter anderem Wolfgang Benz, Hans Coppi, Barbara Distel, Helmut Müller-Enbergs, Stefanie Endlich, Detlef Garbe, Jens Gieseke, Eckhard Jesse, Stefan Heinz, Jens Hüttmann, Hermann Kaienburg, Anna Kaminsky, Mario Keßler, Detlef Lehnert, Stephan Lehnstaedt, Annette Leo, Ulrich Mählert, Lothar de Maizière, Siegfried Mielke, Günter Morsch, Peer Pasternack, Karl Heinz Roth, Heinz Schneppen, Günter Schubert, Hasso Spode, Wolfgang Templin, Feliks Tych, Alexander Jurjewitsch Watlin, Juliane Wetzel, Christl Wickert, Wolfgang Wippermann, Manfred Wilke, Jürgen Zarusky und Rüdiger Zimmermann.
Als Autobiografien und Zeitzeugenberichte wurden unter anderem die Schriften von Emil Büge, Otti Binswanger-Lilienthal (die jüngste Tochter Gustav Lilienthals), Eugen Herman-Friede, Marie-Luise Jahn, Gertrud Lehmann-Waldschütz, Rudolf Olden und Livia Käthe Wittmann publiziert.